# Óscar García Valle
Óscar García Valle (Madrid, 11 de febrer de 1973) és un exfutbolista i entrenador madrileny. Com a jugador, ocupava la posició de lateral esquerre.

## Trajectòria
Es va formar a les categories inferiors de l'Atlètic de Madrid i va arribar a debutar amb el primer equip a la màxima categoria a la temporada 93/94. No va tenir continuïtat i va seguir en el filial, fins que a l'estiu de 1995 marxa al CA Osasuna de Segona Divisió.
Juga 29 partits i marca 2 gols amb els navarresos. A l'any següent recala al Vila-real CF, però només juga mitja temporada, tot acabant-la al Fuenlabrada, de Segona B, on romandria a la campanya 97/98.
Després d'unes breus estades a Escòcia (Dundee United) i Portugal (Penafiel), el madrileny retorna a la competició espanyola la temporada 99/00 per jugar amb el Talavera. L'estiu del 2000 s'incorpora al CD Mensajero, equip on va militar un parell d'anys abans de retirar-se a causa de les lesions.
Penjades les botes, Óscar Valle continua lligat al món del futbol com a tècnic. S'ha dedicat a equips modestos canaris, com a primer o segon entrenador: UD Los Llanos, CD Victoria B, CD Victoria.